# Adamów (powiat gostyniński)
Adamów – wieś w Polsce położona w województwie mazowieckim, w powiecie gostynińskim, w gminie Szczawin Kościelny.
| SIMC    | Nazwa      | Rodzaj    |
| ------- | ---------- | --------- |
| 0577633 | Potrzasków | część wsi |

W latach 1975–1998 miejscowość należała administracyjnie do województwa płockiego.